# Марија Бело
Марија Елена Бело (енгл. Maria Elena Bello; 18. април 1967) је америчка глумица.

## Детињство и младост
Бело је рођена у Нористауну у Пенсилванији, од мајке Кети учитељице и школске медицинске сестре и оца Џоа, предузимача. Њен отац је Американац италијанског порекла. Одрасла је у римокатоличкој радничкој породици и завршила је гимназију у Раднару у Пенсилванији. Касније похађа универзитет Виљанова. Желела је да постане адвокат, али из забаве почиње да похађа часове глуме. Брзо добија понуду да глуми у неколико позоришних комада на Бродвеју. После тога почиње да глуми у неколико телевизијских серија међу којима и у серији ЕР (Ургентни центар).

## Каријера
До пробоја у њеној каријери долази након што јој Кери Ленхарт и Џон Сакмар додељују улогу у серији „Господин и госпођа Смит“, чије емитовање серије је ипак прекинуто после само осам недеља. Након тога гостује у серији „ЕР“ као др. Ана Дел Амико, после чега се придружује регуларној екипи серије и ту остаје целу једну сезону. Глумица потом почиње да ради и на филму, остварујући ролу у филму „Ружни којот“. Номинована је за награду Златни глобус два пута: за најбољу споредну женску улогу у филму „Хладњак“ (2003) и за најбољу главну женску улогу у филму „Историја насиља“ (2005). Такође је глумила и у филму „Књижевни клуб Џејн Остин“ тумачећи лик Жоселин. Бело глуми у филму „Мумија:Гробница змаја императора“ 2008. године као Ејви О Конел уместо Рејчел Вајс.

## Приватни живот
Бело има сина Џексон Блуа из дугогодишње везе са Деном Мекдермотом. Верила се музичарем Брином Музером јула 2008. године, али је раскинула веридбу октобра 2010. године. Према часописима њена најбоља другарица је Кери Ен Мос, најпознатија по улози у филму „Матрикс“ која је кума њеном детету. Бело је активна и у хуманитарном раду, а посебно се истакла помажући женама на Хаитију након катастрофалног земљотреса који је погодио ту земљу.

## Филмографија
| Улоге Марије Бело |                                   |               |                                           |          |
| Година            | Српски назив                      | Изворни назив | Улога                                     | Напомена |
| 1998.             |                                   |               | Кити                                      |          |
| 1999.             | Наплата дуга                      |               | Роузи                                     |          |
| 2000.             |                                   |               | Сузи Лумис                                |          |
| 2000.             |                                   |               | Лил                                       |          |
| 2002.             |                                   |               | Патриша Олсон/Патриша Крејн/Сигрид Валдис |          |
| 2003.             |                                   |               | Натали Белисарио                          |          |
| 2004.             |                                   |               | Еми Рејни                                 |          |
| 2004.             |                                   |               | Нора Олардајс                             |          |
| 2005.             |                                   |               | Адел                                      |          |
| 2005.             | Насилничка прошлост               |               | Еди Стал                                  |          |
| 2005.             |                                   |               | Алекс Сејбиан                             |          |
| 2006.             |                                   |               | Дона Маклогхлин                           |          |
| 2006.             |                                   |               | Нел Маклагхлин                            |          |
| 2006.             |                                   |               | Марша Прајор Грас                         |          |
| 2006.             |                                   |               | Поли Бејли                                |          |
| 2007.             | Лептир на точку                   |               | Аби Ворнер                                |          |
| 2007.             |                                   |               | Гејл                                      |          |
| 2007.             |                                   |               | Џоселин                                   |          |
| 2008.             | Мумија: Гробница Змаја Императора |               | Евелин Карнахан О`Конел                   |          |
| 2010.             | Маторани                          |               | Сали Ламонсоф                             |          |
| 2013.             | Маторани 2                        |               | Сали Ламонсоф                             |          |
| 2013.             | Затвореници                       |               | Грејс Довер                               |          |
| 2016.             | Макс Стил                         |               | Моли Макграт                              |          |
| 2016.             | Кад се угасе светла               |               | Софи                                      |          |